# Heinrich Schëuch
Heinrich Schëuch Schlestadt (németül: Schlettstadt), manapság használatos francia nevén: (Sélestat) Elzász, 1864. június 21. – Bad Kissingen, 1946. szeptember 3.) porosz altábornagy majd 1918/1919-ben német hadügyminiszter volt az első világháború végén.

## Családi háttere, fiatalkori évei
Édesapja (1820-1888) törvényszéki tanácselnökként dolgozott az elzászi Kolmárban és haláláig a Kolmar melletti Herlisheimban élt. Édesanyja, Emilie Graeff 1831-ben született Schlettstadban és Herlisheimban hunyt el 1879-ben.
Schëuch a kolmari líceumba járt középiskolába, utána katonai pályát választott. Először a Porosz Királyi Kadétiskolát (Königlich Preußische Kadetten-Schule) végezte el sikeresen, majd mint kardbojtos tisztjelölt (Portepee-Fähnrich) szolgált a 4. Bádeni „Vilmos herceg“  112-es gyalogezrednél Kolmarban, ahol hadnagyi rangig emelkedett a tiszti ranglétrán.

## Csapatszolgálatban
Miután áthelyezték  Mülhausenbe, Schëuch főhadnagy lett és ezred-segédtiszt a 7. Bádeni 142-es gyalogezrednél. Ezután a mülhauseni 58. gyalogezred parancsnokságán volt segédtiszt. Áthelyezés folytán került a Hadügyminisztériumba, mint a hadsereg közigazgatási osztályának igazgatójának segédtisztje.
Ezt követően, mint századparancsnok megkapta az első parancsnoki beosztását a 7. Rajnai gyalogezred élén. Majd ismét áthelyezték a hadügyminisztériumba, ezúttal már titkárként, ahol a hadkiegészítési és költségvetési feladatokat látta el. Ezt követte egy további átvezénylés, amikor mint 4. gárdaezred ütegparancsnoka állt szolgálatba.

## A vezérkarnál és a hadügyminiszterség
Az első világháború kitörésekor Schëuch a Hadügyminisztériumban dolgozott az Általános Központi Részleg (Allgemeine Zentralabteilung) igazgatójaként. 1914. augusztus 4-én, Belgium megtámadása és az angol hadüzenet napján kinevezték vezérkari főnöknek a főhadiszálláson. Walther Rathenau, az AEG egykori vezetőségi elnöke konzultált vele 4 nappal később arról, hogy a Német Birodalomnak nincs elegendő nyersanyagkészlete – különösen égető volt a lőpor hiánya – egy hat hónapnál hosszabb háború megvívására.
1916. május 16-ától a 29. gyalogsági dandárt vezette. 1917. január 13-án nevezték ki a 33. gyalogsági hadosztály parancsnokává. Mint a hadügyi hivatal (Kriegsamt) vezetőjeként szolgált 1917. augusztus 16-ától. Katonai karrierjének tetőpontja a hadügyminiszteri poszt volt, amit 1918. október 9-én ért el. Nem sokáig maradt e tisztségben, 1919. január 2-án megvált hivatalától. A vonatkozó kérelmet az elbocsátásról már 1918. december 15-én megírta ami után törvényesen nyugállományba vonult.
A legnagyobb megtiszteltetés számára az volt, mikor is megkapta a létező legmagasabb német hadi kitüntetést, a Pour le Mérite érdemrendet. 1939-ben tiszteletbeli gyalogsági tábornokká nevezték ki a Tannenbergi csata emléknapján.

## Rendfokozatai
- 1893. október 17.: hadnagy (Leutnant)
- 1894. július 28.: főhadnagy (Oberleutnant)
- 1897. január 27.: százados (Hauptmann)
- 1903. augusztus 18.: őrnagy (Major)
- 1910. április 20.: alezredes (Oberstleutnant)
- 1913. március 22.: ezredes (Oberst)
- 1916. január 27.: vezérőrnagy (Generalmajor)
- 1918. október 9.: altábornagy (Generalleutnant)

## Fordítás
- Ez a szócikk részben vagy egészben a Heinrich Scheuch című német Wikipédia-szócikk ezen változatának fordításán alapul.  Az eredeti cikk szerkesztőit annak laptörténete sorolja fel. Ez a jelzés csupán a megfogalmazás eredetét és a szerzői jogokat jelzi, nem szolgál a cikkben szereplő információk forrásmegjelöléseként.